# Sonia Robertson (artiste)
Pour les articles homonymes, voir Sonia Robertson (homonymie) et Robertson.
Sonia Robertson (née en 1967) est une artiste et commissaire innue, issue de la communauté autochtone de Mashteuiatsh (Pointe-Bleue, Québec).

## Biographie
Sonia Robertson a grandi près du lac Piekuakami (Lac Saint-Jean), où elle a été en contact avec de nombreux aspects de la culture innue tout en côtoyant la communauté allochtone. Dès les années 1990, elle participe à de nombreuses expositions collectives à travers l'Amérique du Nord (Winnipeg, Montréal, Moncton, Québec, Vancouver, Toronto, etc.), en plus de présenter des expositions solo dans divers centres d'art, notamment à Montréal et à Tokyo. Le rapport au monde spirituel se trouve à la source de ses réflexions et de ses créations. Sa sœur aînée, l'artiste Diane Robertson, morte en 1993, a grandement inspirée sa production.

## Formation
Elle a obtenu un certificat en études cinématographiques de l'Université de Montréal en 1990, puis un baccalauréat interdisciplinaire en arts (cinéma-vidéo) de l'Université du Québec à Chicoutimi en 1996. Elle a terminé une maitrise de l'Université du Québec en abitibi-Témiscamingue en art-thérapie en décembre 2017.

## Médiums - techniques
Au cours de ses premières années de création, elle explore le médium de la photographie, puis des installations in situ éphémères et multidimensionnelles, alliant projections vidéo, photographies, jeux de lumières, éléments puisés dans la nature et des objets innus de fabrication artisanale (wampums, peaux d'animaux, capteurs de rêves, etc.). Ses installations, qui occupent souvent tout l'espace d'exposition, en étant suspendues, suggèrent un lien entre la Terre et le ciel, l'univers terrestre et celui des esprits (Okis). L’utilisation de divers items provenant de la nature revêt un certain aspect animiste ou anthropomorphe, les plumes en suspens évoquant un voilier d’oiseaux, un assemblage d’os rappelant sa sœur défunte, etc. Les éléments sonores de ses installations (bruits d'animaux, bruits du corps humain, conversations en langue innue, etc.) rappellent pour leur part l'importance de la tradition orale dans les cultures autochtones.

## Thématiques
Sonia Robertson examine les diverses facettes de son identité à travers l'exploration de la culture innue traditionnelle, de ses récits fondateurs (cycles des saisons), des pratiques artisanales, des croyances liées au territoire et à la nature (libération des esprits dans la mort, pactes entre les chasseurs et les proies, etc.).
La démarche de l’artiste s’inscrit aussi dans une perspective pédagogique, elle tente d’établir des échanges féconds entre plusieurs communautés et entités, la réconciliation et la guérison prenant ainsi le dessus sur la confrontation. Robertson pousse ainsi le spectateur à s’engager activement dans un dialogue afin de découvrir la mémoire ancestrale innue et de remettre en question les récits historiques prédominants. Le contexte de production de ses installations est généralement étroitement lié à l’historique du lieu de création et d’exposition.

## Expositions individuelles
- 2018 : Qui sommes-nous? (Centre d’artistes Vaste et Vague, Carleton-sur-mer, Québec, Canada)
- 2002 : Dialogue entre elle et moi à propos de l’esprit des animaux (Centre des arts actuels Skol, Montréal, Québec, Canada)
- 1995 : Arbre sacré (Galerie Séquence, Chicoutimi, Québec, Canada)

## Expositions collectives
- 2018 : Toronto’. Trialogue (Le Labo et YYZ Artists’ Outlet, Toronto, Ontario, Canada
- 2018 : AKI odehi : cicatrices de la Terre-Mère (Centre d’exposition de Val-d’Or en collaboration avec le Centre d’amitié autochtone de Val-d’Or, Val-d’Or, Québec, Canada)
- 2013 : Akakonhsa’ – Fabuleux dédoublements (Maison de la culture Frontenac, Montréal, Québec, Canada)
- 2012 : Natuapatakan (Quête) (Galerie Séquence, centre d’art contemporain, Chicoutimi, Québec, Canada)
- 2008 : Wampums (Espace 400e. Québec, Québec, Canada)
- 2007-2008 : Au fil de mes jours. Créations autochtones contemporaines  (Musée national des beaux-arts du Québec, Québec, Musée canadien des civilisations, Gatineau, Québec, Canada)
- 2000 : Je te sens concerné (Maison de la culture Frontenac, Montréal, Québec, Canada)
- 2000 : Forum multiculturel d’art contemporain d’Haïti (Port-au-Prince, Haïti)
- 2000 : Portrait de famille 2, Autour de la légèreté (Collectif Tou TouT, Rouyn-Noranda, Québec, Canada)
- 1994 : Symposium Nishk E Tshitapmuk : Sous le regard de l’Outarde. Hommage à Diane Robertson (Mashteuiatsh Québec, Canada)